# Lucien Itsweire
Lucien Itsweire, né le 15 novembre 1880 à Herzeele et mort le 17 aout 1922 à Bergues, est un coureur cycliste français.

## Palmarès
- 1899
  - Roubaix-Bray-Dunes
  - 7e de Paris-Roubaix
- 1900
  - 4e de Paris-Roubaix
- 1901
  - 3e de Paris-Roubaix